# A-Musik

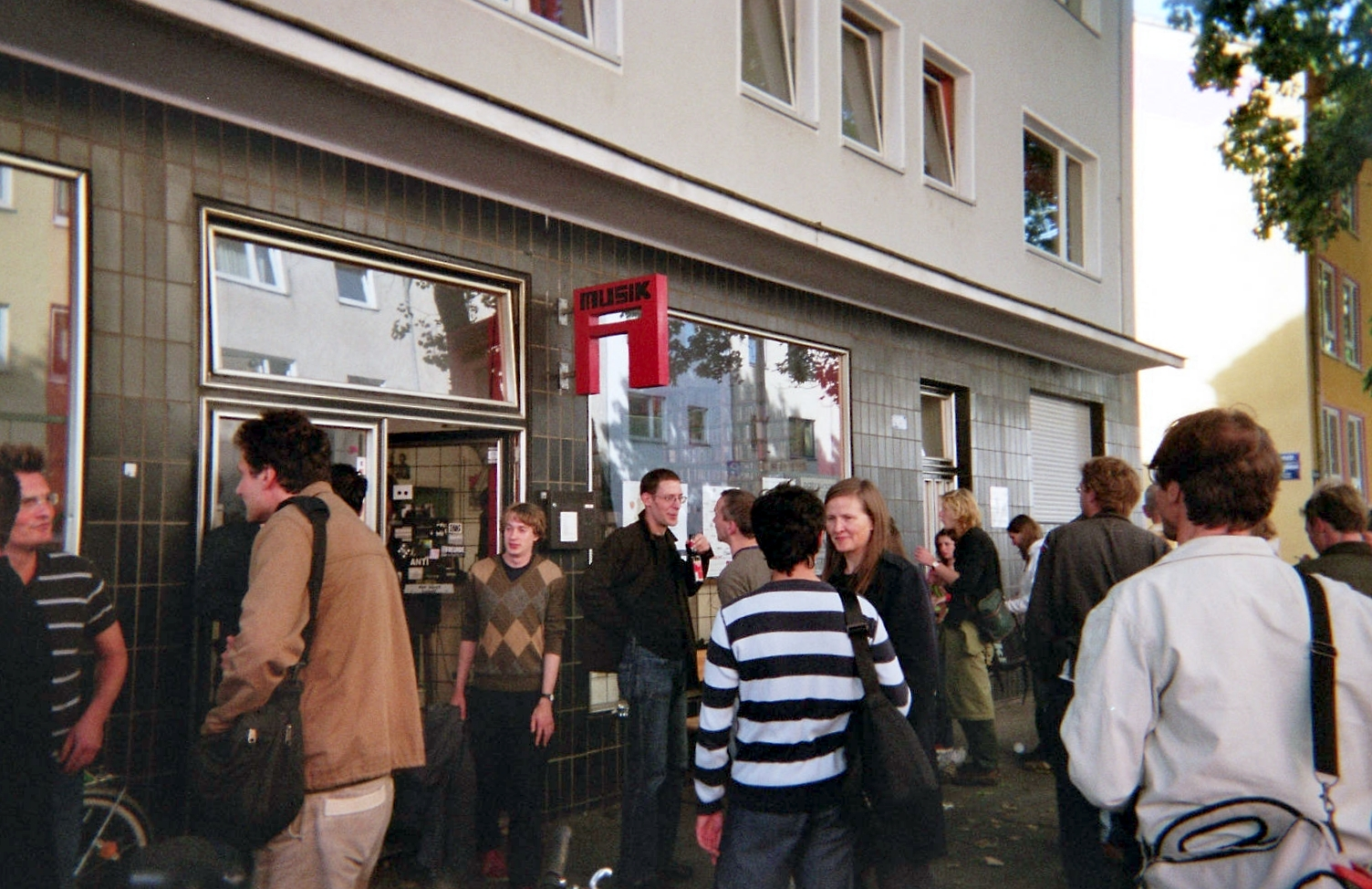
Fest anlässlich des zehnjährigen Jubiläums

A-Musik aus Köln ist ein Schallplattengeschäft und Plattenlabel für experimentelle Musik, das 1995 von Georg Odijk gegründet wurde.
In den ersten zehn Jahren seiner Existenz veröffentlichte das Label zwar nur 28 Tonträger (sowie vier Maxis auf dem Sublabel Sieben), konnte mit diesen aber vor allem zu Zeiten des Sound of Cologne zur Mitte der 1990er Jahre stilprägend wirken.
Nach dem Umzug des Geschäftes in einen anderen Stadtteil verlor sich die zuvor enge räumliche Anbindung an die Kölner Technoszene. Anlässlich seines zehnjährigen Bestehens im August 2005 schrieb die Wochenzeitung Die Zeit von A-Musik als „Deutschlands bestsortiertem Plattenladen“ mit rund 30.000 Titeln weltweit agierend.
Wichtige Künstler, die teils in Kollaborationen auf A-Musik veröffentlichten, sind Markus Popp (Oval), Jan St. Werner (Mouse on Mars), Schlammpeitziger, F. X. Randomiz, Marcus Schmickler und Wolfgang Müller.